# Koordinatsystem

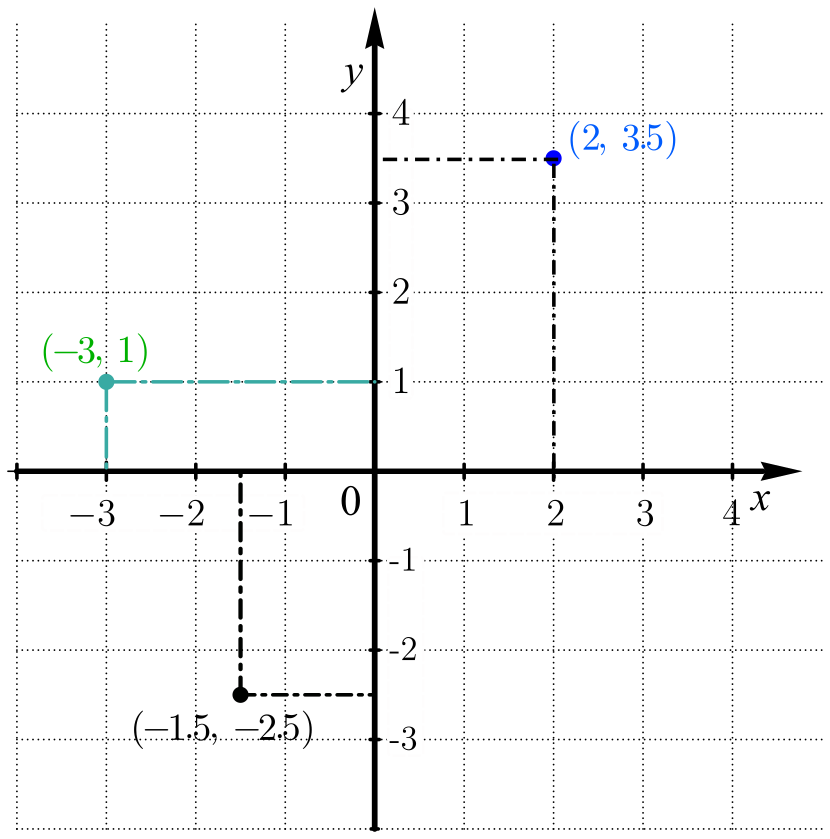
Kartesiskt koordinatsystem

Ett koordinatsystem inom matematiken är ett sätt att tilldela koordinater, en ordnad följd av tal, till en punkt eller vektor i ett rum. Antalet koordinatvärden som behövs är rummets dimension.
Det vanligaste sättet att definiera koordinaterna för punkten är att bestämma ett antal basvektorer, lika många som antalet dimensioner i rummet. Om dessa basvektorer betecknas V1, V2 ... Vn är punkten
{\displaystyle V=a_{1}V_{1}+a_{2}V_{2}+\dots \,+\,a_{n}V_{n}}
och a1, a2 ... an kallas V:s koordinater vilket brukar skrivas som
{\displaystyle V=(a_{1},\ a_{2},\ \dots ,\,a_{n})}
Beroende på vilka basvektorer som väljs får man olika koordinater för en given punkt. Det vanligaste valet är  basvektorer som är rätvinkliga i förhållande till varandra och lika långa. Detta kallas då ett ortonormerat koordinatsystem, vilket ofta förkortas till ON-system. Ett sådant koordinatsystem brukar också kallas ett kartesiskt koordinatsystem efter den franske matematikern och filosofen René Descartes (även kallad Cartesius).
Koordinatsystemet kan ses som ett sätt att förena klassisk geometri med algebran och införa möjligheter att algebraiskt behandla geometriska begrepp, vilket ibland kallas analytisk geometri.

## Tallinjen
Det enklaste koordinatsystemet är tallinjen.

## Tvådimensionella koordinatsystem

Kvadranter.

Ett tvådimensionellt koordinatsystem har fyra kvadranter: första, andra, tredje och fjärde kvadrant. Två linjer, koordinataxlar, som inte är parallella och med nollpunkt i skärningspunkten (origo), bildar ett koordinatsystem. Om koordinataxlarna är vinkelräta och använder samma längdmått sägs axlarna vara ortonormerade (ortogonala och normerade). Den horisontella axeln kallas abskissa och den vertikala ordinata. I vardagligt tal används dock ofta termerna "x-axel" och "y-axel", eftersom x och y ofta (men inte alltid) betecknar respektive axel (se bild uppe till höger).
Se även polära koordinater, koordinattransformation.

## Tredimensionella koordinatsystem

Tredimensionellt koordinatsystem

Högerorienterat koordinatsystem.

Ett tredimensionellt koordinatsystem kan delas in i åtta oktanter som kan jämföras med planets fyra kvadranter.
De tre axlarna är skärningslinjerna mellan tre plan: xy-planet, yz-planet och xz-planet.
Tredimensionella koordinatsystem kan vara högersystem (det vanligaste) eller vänstersystem beroende på axlarnas ordning. Förutom kartesiska koordinater används ofta cylindriska koordinater eller sfäriska koordinater, men även andra koordinatsystem är möjliga i R3.
I ett högersystem motsvaras x-, y-, och z-axlarna av högra handens tumme, utsträckta pekfinger respektive vinklade långfinger. Handen hålls med handflatan uppåt, tummen pekar åt höger (x-axel +), pekfingret rakt fram ifrån kroppen (y-axel +) och långfingret uppåt (z-axel +). Högersystem är standard i de flesta fall, men inom lantmäteri används vänstersystem. Vänsterhanden kan på motsvarande sätt användas för att komma ihåg axelordningen i ett vänstersystem.

## Kroklinjiga koordinatsystem
I ett kartesiskt koordinatsystem är alla koordinataxlarna räta linjer. Men ibland passar det bättre att använda vinklar. Ska en sjöman ombord på en båt berätta för styrman var det finns ett grund, är det lämpligt att ange en vinkel och ett avstånd, t.ex. rakt förut, 75 meter bort. Då använder vi ett tvådimensionellt koordinatsystem som kallas polärt. Där anges en punkt med en vinkel och ett avstånd.
I tre dimensioner finns två naturliga vidareutvecklingar av det polära koordinatsystemet: det cylindriska och det sfäriska.
En lyftkran kan åskådliggöra cylindriska koordinater. Kranen kan föra lasten utåt eller inåt och vrida den runt sig på exakt samma sätt som polära koordinater, men dessutom lyfta den till valfri höjd. I ett cylindriskt koordinatsystem anges en punkt av en vinkel och två avstånd.
En strålkastare kan illustrera sfäriska koordinater. Den kan vridas runt horisonten precis som polära koordinater. Men för att nå mål som ligger högre eller lägre, vinkar vi strålkastaren uppåt eller neråt utan att flytta den från sitt fäste.  I ett sfäriskt koordinatsystem anges alltså en punkt av två vinklar och ett avstånd. För att kunna nå en godtycklig punkt måste ena vinkeln kunna svepa runt ett helt varv, exempelvis i horisontell led, men den andra behöver bara svepa ett halvt varv, exempelvis mellan rakt upp och rakt ner.
Gemensamt för dessa kroklinjiga koordinatsystem är att avstånd alltid är positiva. Har man punkten bakom ryggen, vänder man sig alltså om istället för att peka baklänges. I kartesiska koordinatsystem måste avstånd däremot kunna vara negativa.

## Val av koordinatsystem
Det spelar i princip ingen roll vilket koordinatsystem man väljer, bara det har rätt dimension. Men ofta kan beräkningarna bli mycket enklare om man använder ett passande koordinatsystem. Vill man räkna på en lyftkran, passar cylindriska koordinater bra, men bara om man låter systemets vridaxel sammanfalla med lyftkranens. Två lyftkranar bredvid varandra använder i så fall olika koordinater för att nå samma punkt i omgivningen.
Har man koordinater uttryckta i ett visst koordinatsystem, kan man räkna om dem till koordinater i ett annat system. Det kallas koordinattransformation. I exemplet med två lyftkranar skulle man kunna ta den ena lyftkranens koordinater för en viss punkt, transformera den till den andra kranens kooridnatsystem och använda resultatet för att styra även dess lyftkrok till samma punkt.